# 피트 헤그세스
피터 브라이언 헤그세스(영어: Peter Brian Hegseth, 1980년 6월 6일~)는 미국의 텔레비전 진행자, 작가, 육군방위군 장교이다. 그는 미국의 보수 매체 폭스 뉴스의 정치 평론가였으며, 2025년 재선된 도널드 트럼프 미국 대통령의 제2차 내각에서 국방부 장관으로 지명되었다.

## 경력
헤그세스는 미국 육군 주방위군 출신으로, 아프가니스탄 전쟁, 이라크 전쟁에 참전하였다. 예비역 소령으로 예편하였다. 소령 예편 이후 폭스 뉴스에서 진행자로 활동하였다. 2016년 도널드 트럼프의 대통령 선거 후보 지명 당시 강력한 지지자였으며, 트럼프의 행정부 시절 고문을 맡았으며 트럼프의 퇴임 후에도 비공식 고문을 맡아왔다.

### 국방부 장관 (후보자)
도널드 트럼프 2기 행정부의 국방부 장관 후보자로 지명되었다.
"국방장관으로 피트 헤그세스를 지명한다는 사실을 발표하게 되어 영광입니다. 피트는 평생을 군대와 조국을 위해 전사로 살아왔습니다. 피트는 강인하고 똑똑하며 미국 우선주의의 진정한 신봉자입니다. 그가 지휘를 맡으면 미국의 적들은 주의를 기울일 것입니다. 우리 군은 다시 위대해질 것이고, 미국은 절대 물러서지 않을 것입니다."— 트럼프의 지명 성명 (2024년 11월 12일)

청문회에서 그의 행적에 대한 여러 논란이 제기되었으나, 미국 상원에서 JD 밴스 부통령의 투표로 가까스로 국방부 장관로 임명되었다.